# Албрехт II фон Льовенщайн-Шенкенберг
Албрехт II фон Льовенщайн-Шенкенберг (на немски: Albrecht II von Löwenstein-Schenkenberg; † пр. 20 май 1382) е граф на Льовенщайн.

## Произход
Той е син на граф Николаус фон Льовенщайн-Шенкенберг в Ааргау († 13 март 1340) и съпругата му Вилибирг фон Вертхайм († 1333), дъщеря на граф Рудолф II фон Вертхайм († 1303/1306) и втората му съпруга Кунигунда II фон Баден († 1315). Внук е на граф Албрехт I фон Шенкенберг-Льовенщайн († 1304) и Лиутгарда фон Боланден († 1325). Дядо му е извънбрачен син на римско-немския крал Рудолф I Хабсбургски († 1291). Брат му Рудолф фон Льовенщайн († сл. 1384?) е каноник във Вюрцбург.

## Фамилия
Първи брак: ок. 1355 г. за Мехтхилд шенкин фон Лимпург († сл. 1355), дъщеря на шенк Фридрих II Шенк фон Лимпург († 1333) и Мехтилд фон Рехберг († 1336). Те имат един син:
- Ханс фон Льовенщайн († сл. 1382)

Втори брак: пр. 20 септември 1369 г. за Удилхилд фон Верденберг-Алпек († сл. 1399), дъщеря на граф Еберхард I фон Верденберг-Шмалнег († 1383?) и София фон Дирсберг-Геролдсек? († 1391). Те имат четири деца:
- Албрехт III фон Льовенщайн († 30 август 1388), убит в битката при Дьофинген
- Георг фон Льовенщайн († 10 август 1464 в Бамберг)
- Хайнрих фон Льовенщайн († 1442/1444), женен на 8 февруари 1408 г. за шенкин Анна фон Ербах († сл. 28 март 1444)
- Рудолф II фон Льовенщайн († сл. 1395)